# Equus africanus asinus
El burro, asno, jumento, borrico o pollino (Equus africanus asinus) es un animal doméstico de la familia de los équidos. Los ancestros silvestres africanos de los burros fueron domesticados por primera vez a principios del vii milenio a. C., dos siglos antes que los caballos de Eurasia, y desde entonces han sido utilizados por el ser humano como animales de carga y como cabalgadura. La aparición de la maquinaria agrícola ha supuesto un descenso considerable en sus poblaciones.

## Etimología
La palabra «asno» procede del término que designa a este animal en latín: asinus, y que también es la usada en su nombre científico para designar a la subespecie doméstica. Los términos, también latinos, que designan a su género y especie, Equus africanus, significan literalmente «caballo africano».
Las palabras «burro» o «borrico» son derivados del latín tardío burricus, que significaba «caballo pequeño», mientras que caballus era un caballo castrado usado para tirar o cargar. Desde el siglo I, aunque asinus seguía siendo el nombre de la especie y del asno garañón para procrear, el asno vulgar de trabajo recibía normalmente en latín el nombre de asellus.

## Taxonomía

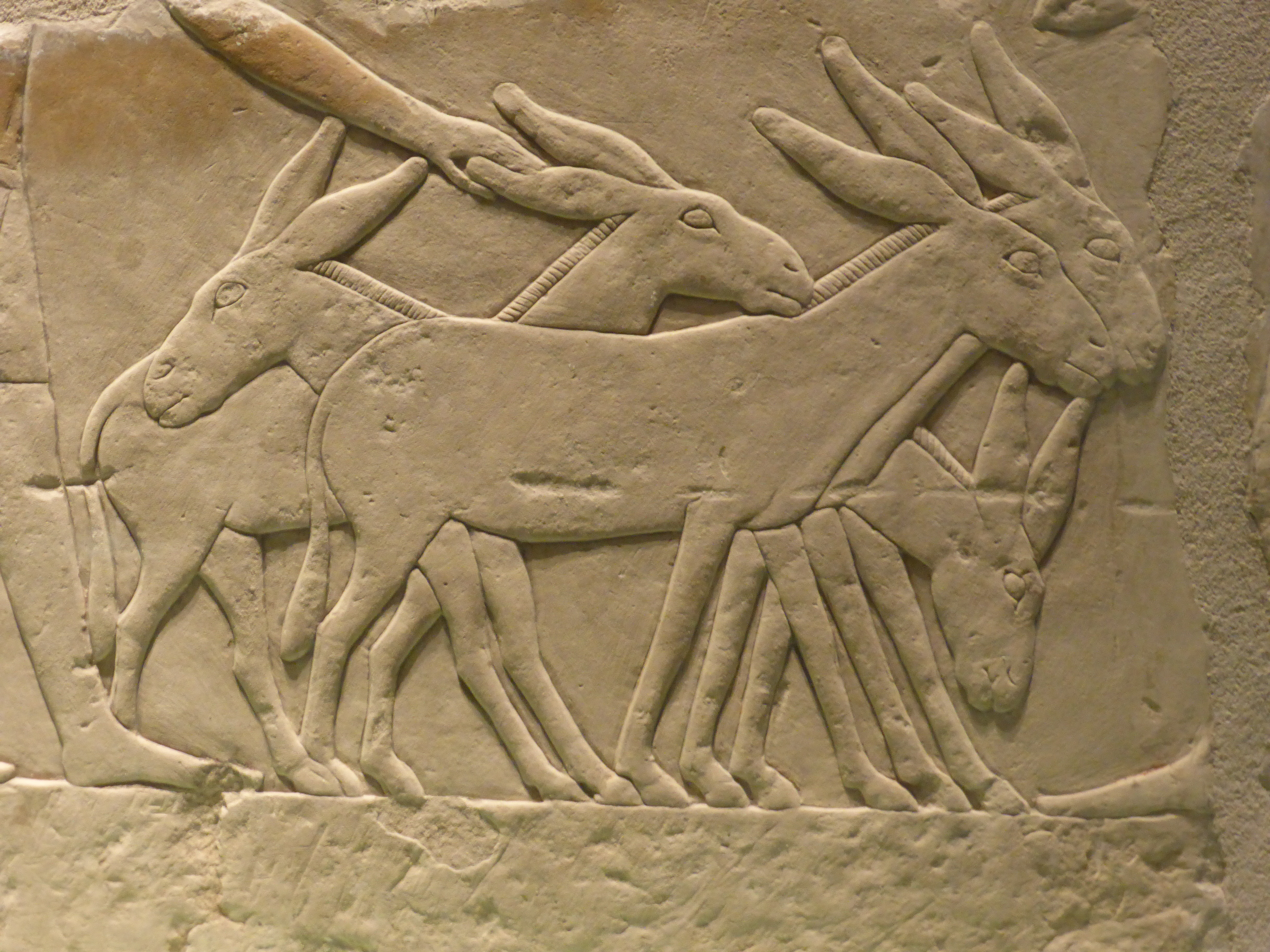
Relieve de unos burros de la Necrópolis de Guiza, tumba de Seshemnefer IV, del Imperio Antiguo, Museo Egipcio de Berlín.

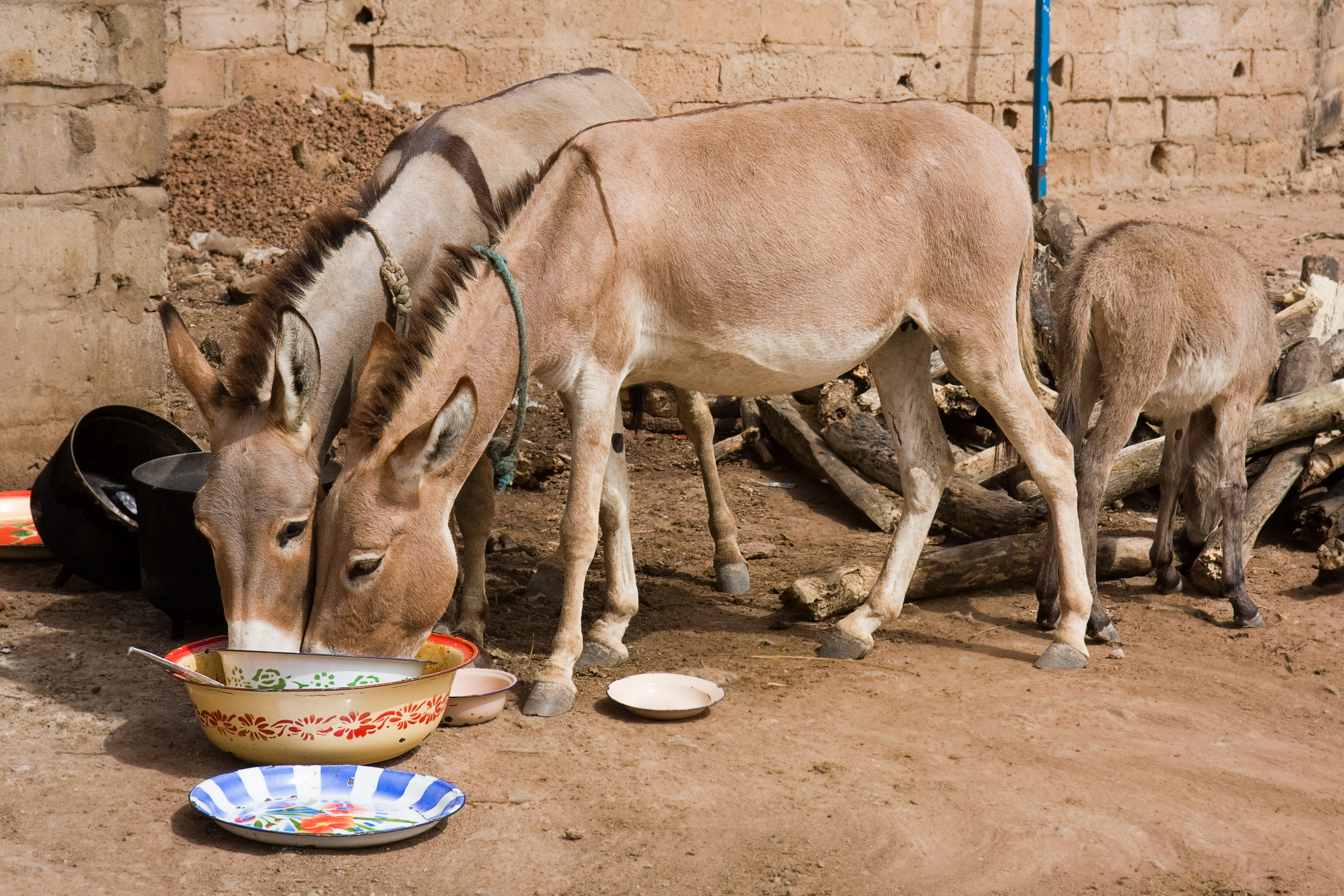
Los burros domésticos proceden de los burros africanos.

En un principio los burros domésticos fueron clasificados como una especie, Equus asinus, y se mantuvo durante mucho tiempo esta clasificación. Al demostrarse que los asnos domésticos y los salvajes africanos, Equus africanus, pertenecían a una misma especie, tenían que tener el mismo nombre científico. Generalmente en casos como este se aplicaría el principio de prioridad usado en la nomenclatura científica, que establece que debe permanecer como nombre específico el primero en haber sido registrado, siendo asinus el más antiguo. Pero la Comisión Internacional de Nomenclatura Zoológica determinó en 2003 en la Opinión 2027 que los asnos domésticos, al igual que otras diecisiete especies domesticadas, debían nombrarse como su variedad salvaje, Equus africanus, y por lo tanto los burros domésticos debían nombrarse como la subespecie Equus africanus asinus. Esta decisión se tomó para evitar la paradoja de que linajes anteriores, los silvestres, fueran nombrados como subespecies de sus descendientes.
Los asnos se clasifican dentro del orden de los perisodáctilos, perteneciendo a la familia de los équidos, a la que también pertenecen el caballo (Equus ferus caballus), el onagro o el kulán (Equus hemionus), el kiang (Equus kiang) y las cebras, en la que todos están estrechamente emparentados al pertenecer en su totalidad al único género superviviente, Equus.

## Descripción

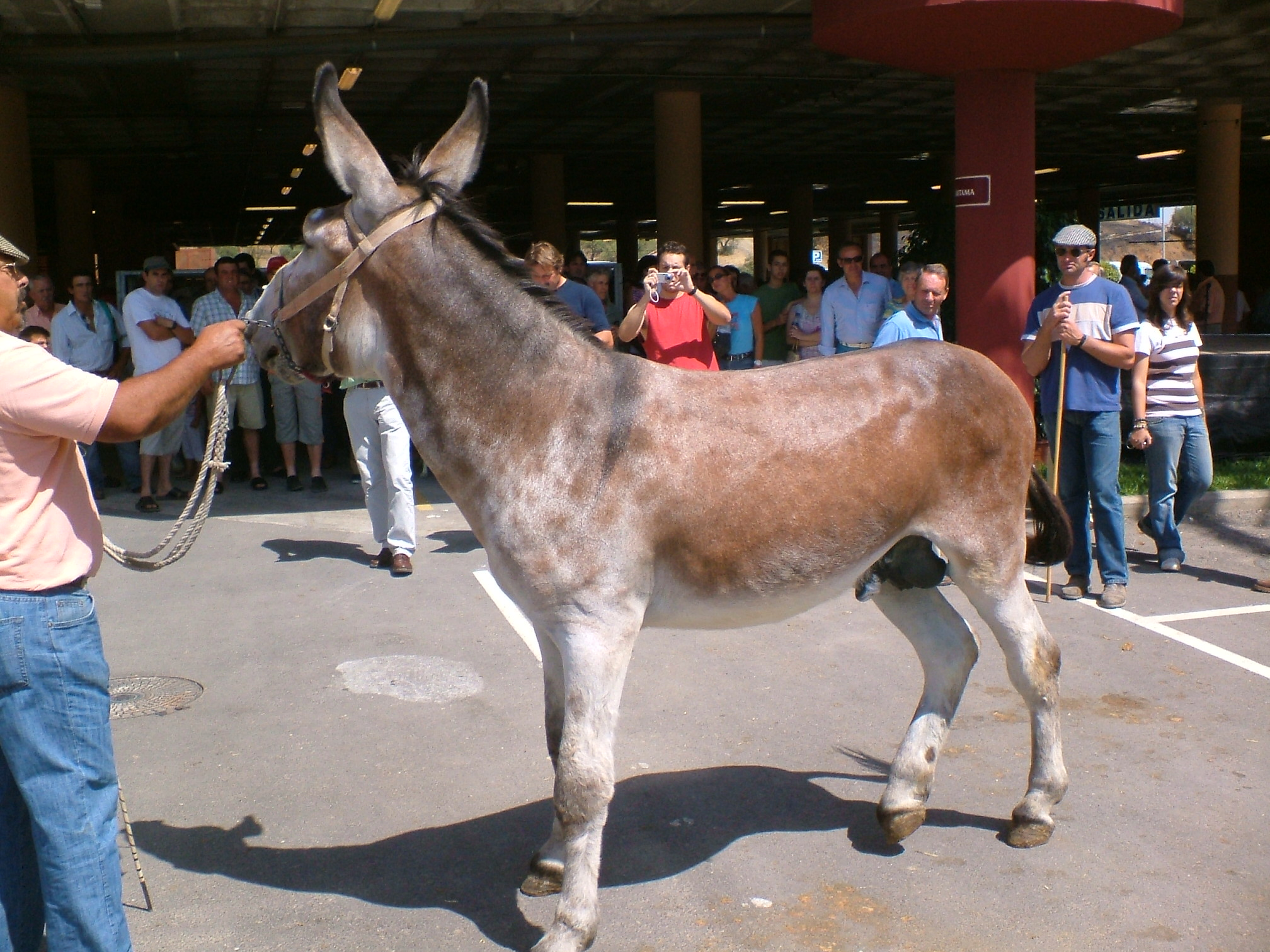
Semental de asno de raza andaluza-cordobesa.

Varían considerablemente de tamaño. La mayoría de los burros domésticos tienen una talla que oscila entre 0,90 y 1,40 m hasta la cruz, aunque hay variedades mayores como las razas andaluza-cordobesa, y zamorano-leonesa (que puede superar los 1,60 m), y el burro mamut (cuyo individuo más grande llegó a medir 1,73 m) o el burro catalán (que llega a los 1,65 m). La coloración y longitud de su pelo también es muy variable. Su color más habitual es el gris en todos sus tonos, llegando hasta el blanco y el negro, y también son habituales las tonalidades pardas. A menudo tienen el pelaje de tonos más claros o blanco alrededor del morro, la zona periocular y el vientre, y con frecuencia presentan dos franjas oscuras en forma de cruz en su espalda. Sus crines son más cortas que las de los caballos, por lo que permanecen encrespadas en lugar de caer sobre el cuello.

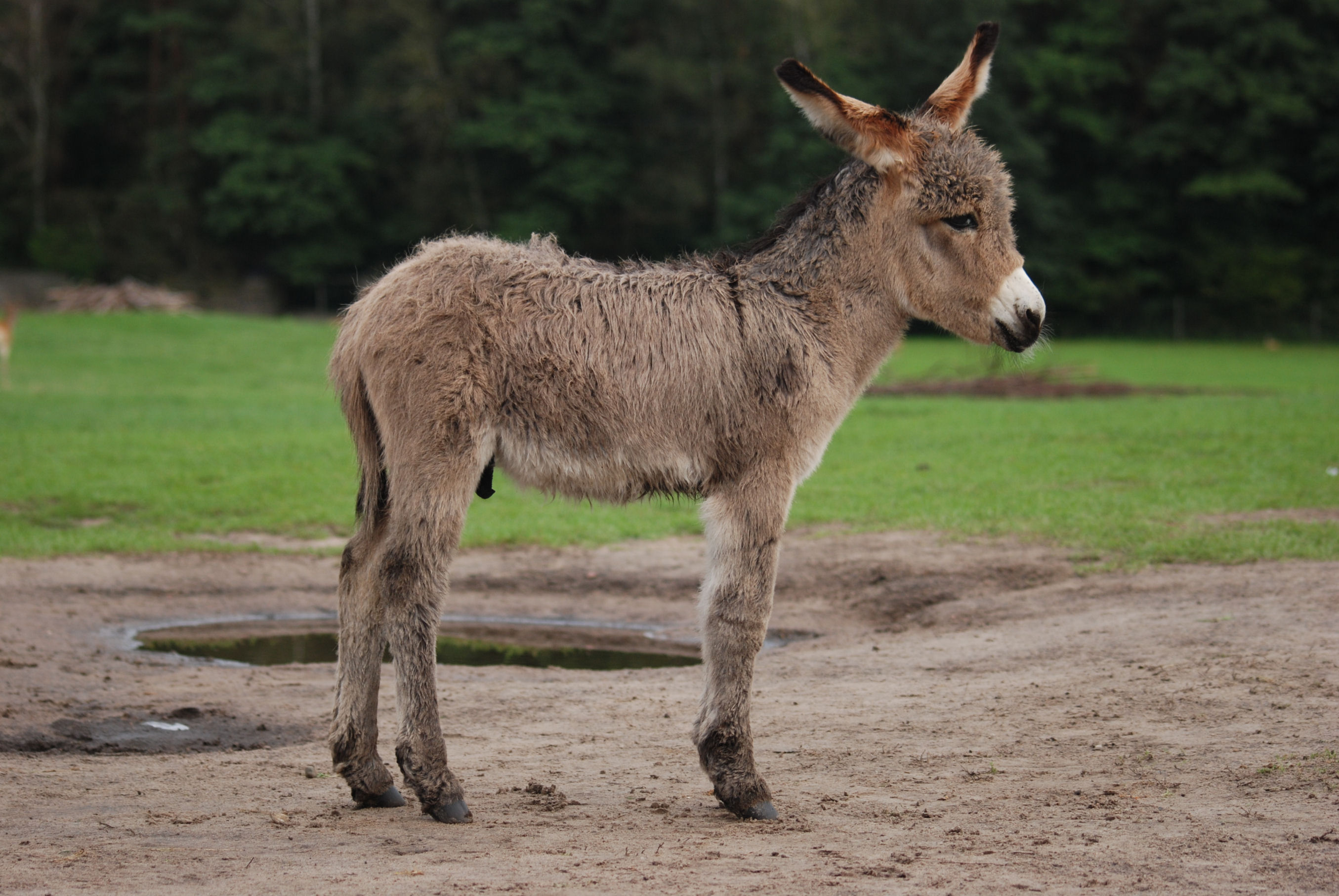
Pollino de tres semanas.

Son más longevos que los caballos, llegando a vivir hasta los cuarenta años. Alcanzan la madurez sexual entre los dos y los dos años y medio. El apareamiento puede producirse en cualquier época del año, aunque generalmente se produce durante la primavera. La gestación dura entre doce y catorce meses, y producirá normalmente una sola cría, raramente dos, que será destetada cuando tenga entre seis y nueve meses.
Los burros se adaptaron para vivir en los márgenes de los desiertos, y como resultado de ello tienen características únicas entre los équidos. Los asnos salvajes viven separados unos de otros al contrario que los caballos y cebras, que viven en manadas. Los burros son capaces de emitir rebuznos a un volumen muy alto que les permite mantenerse en contacto a distancias de hasta tres kilómetros. Sus largas orejas le sirven tanto para percibir mejor los sonidos como para poder disipar mejor su calor corporal.
Se defienden dando fuertes coces con sus patas traseras, cosa que siguen haciendo los domésticos cuando son importunados, y también pueden golpear con las patas delanteras y dar mordiscos.

## Alimentación

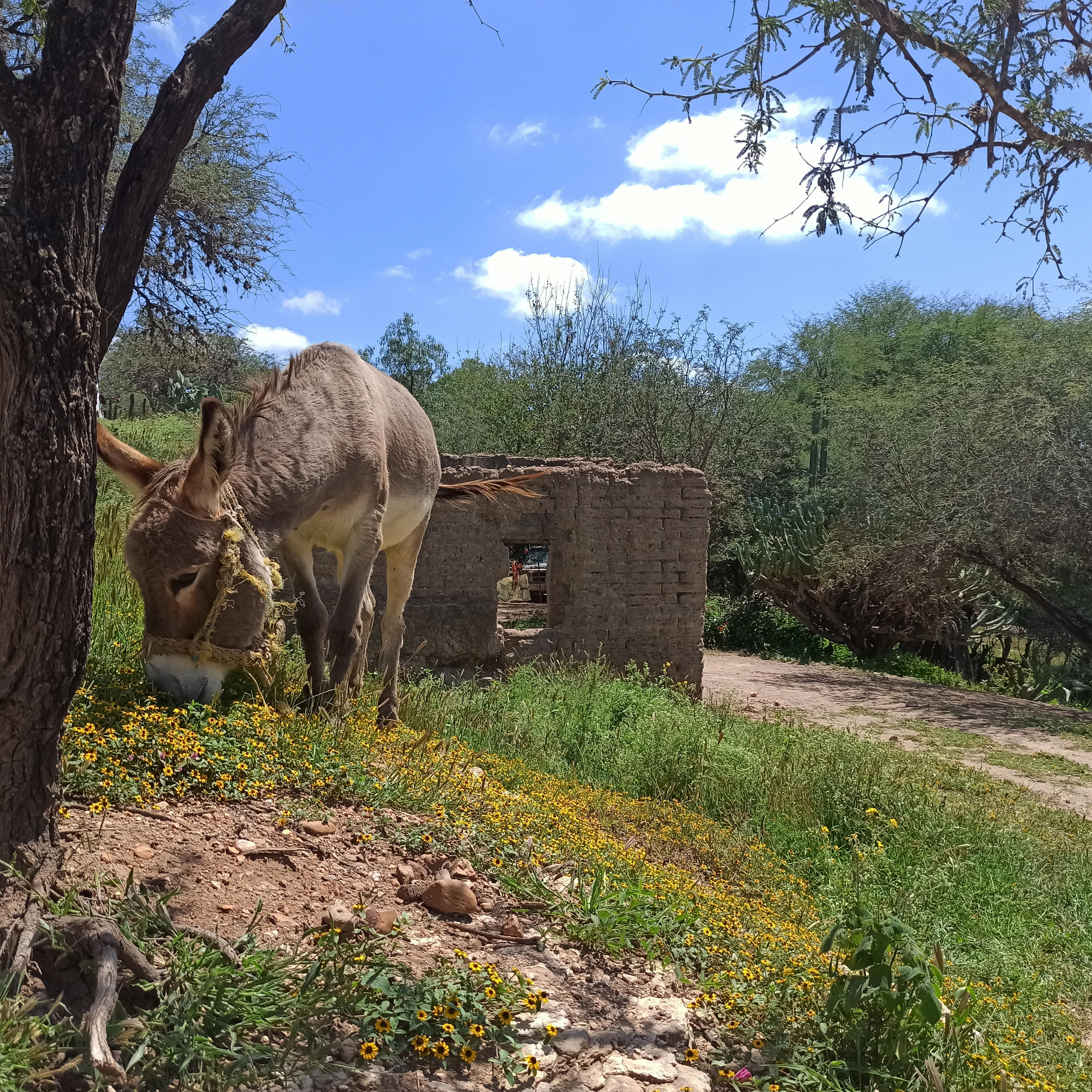
Burro alimentándose.

Los burros tienen un sistema digestivo resistente, menos propenso a los cólicos que el de los caballos, lo que les permite consumir mayor diversidad de plantas y extraer agua del alimento de forma muy eficiente. En promedio los burros necesitan menor cantidad de alimento que los caballos de tamaño y peso equivalente; todo ello les permite vivir en zonas inaccesibles para sus parientes de nutrición más exigente.
Su dieta se compone de pastos, alfalfa, arbustos y variedades de plantas desérticas. Esto representa una alimentación herbívora muy rica en fibra.

## Historia

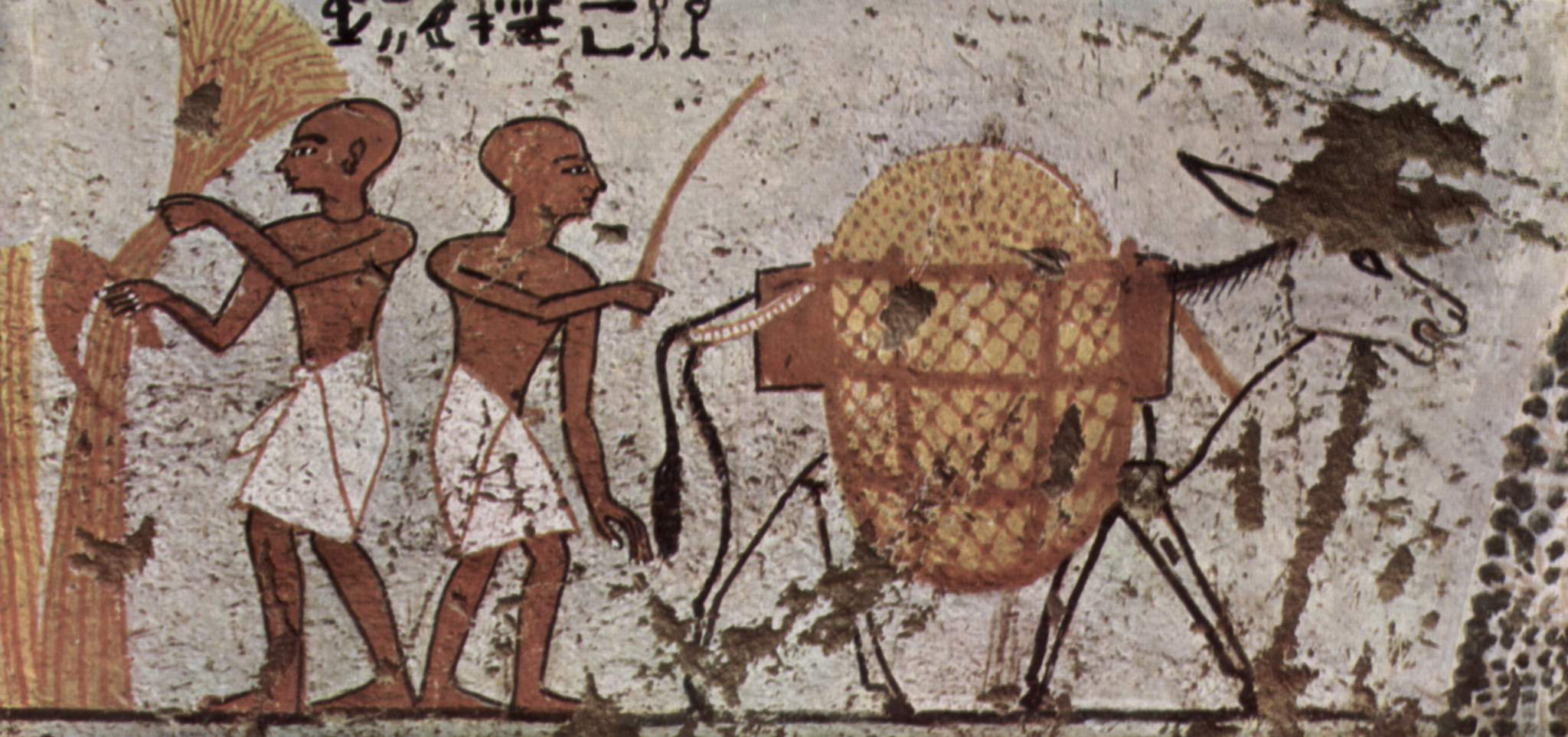
Burro en una pintura egipcia datada entre 1298-1235 a. C.

Los ancestros de los burros domésticos son las subespecies de asnos salvajes africanos nubia y somalí. Los asnos salvajes se domesticaron alrededor del 7000 a. C. Los burros se convirtieron en importantes animales de carga para la gente que vivía en las regiones de Egipto y Nubia, ya que son capaces de acarrear entre el 20 % y el 30 % de su peso corporal, y también se usaron para arar y para ser ordeñados. Para 1800 a. C. los burros ya se habían extendido a Oriente Medio y Próximo, donde la ciudad comercial de Damasco es denominada la «ciudad de los asnos» en textos cuneiformes.

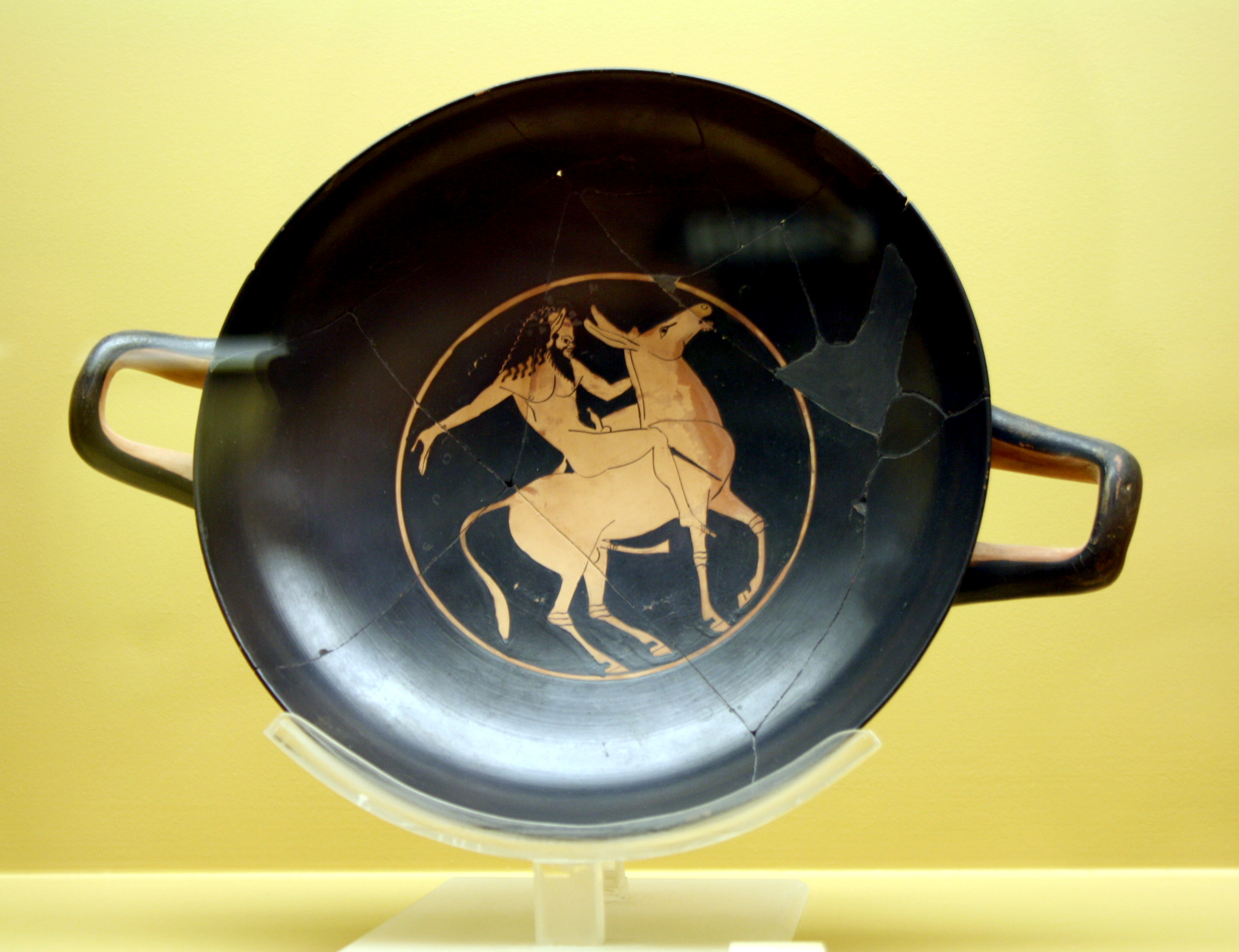
Cílica griega con un sátiro sobre un burro, datado alrededor del

Los antiguos griegos asociaron los burros al dios Dioniso. Los romanos también usaron los burros como animal de carga en todo su imperio y además estaba consagrado a Príapo, por las dimensiones de su falo, a quien era ofrecido en sacrificio, porque según la leyenda este dios había matado uno en la expedición de Baco a las Indias por haber tenido la insolencia de disputarle el premio de la fuerza.
Los équidos se habían extinguido en el continente americano al final de la última glaciación. Los caballos y los burros fueron introducidos en América por los conquistadores españoles. La primera aparición del burro en el Nuevo Mundo se produjo en 1495, cuando Colón llevó en su expedición cuatro machos y dos hembras. Posteriormente los colonos europeos fueron importando burros de diversas variedades tanto de España como de Francia, principalmente con el cometido de ser usados para producir mulas. Además de su uso tradicional en la agricultura y el transporte, los burros fueron usados a partir del siglo xix en la minería.
Con la aparición de la maquinaria agrícola y los medios de transporte modernos los burros empezaron a usarse cada vez menos desde comienzos del siglo XX en los países ricos, aunque empezaron a usarse para el turismo y como mascotas, y siguen siendo usados como animales de trabajo en los países en desarrollo. Las razas miniatura son las más apreciadas como mascotas.

## Mitología y simbología

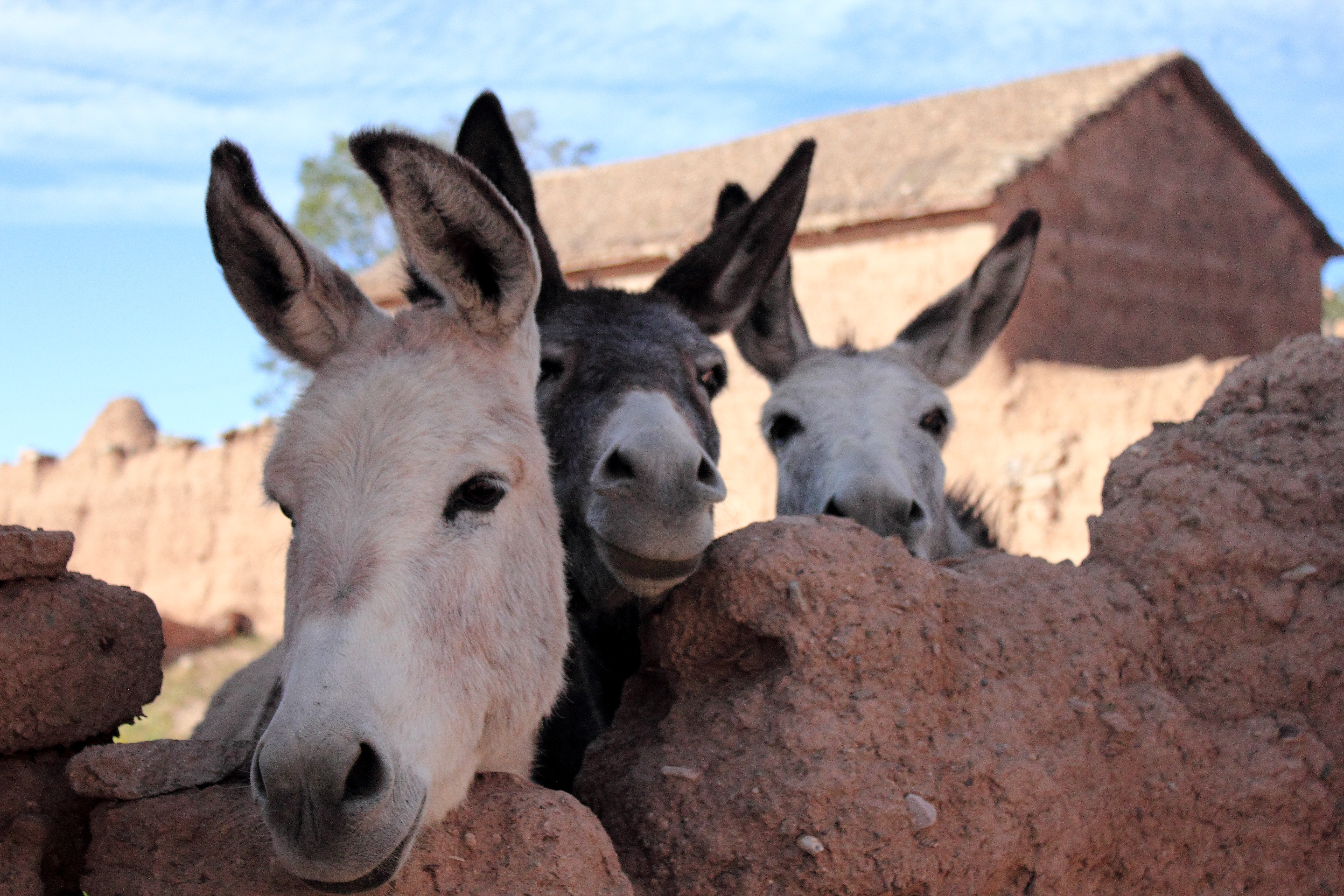
Burros en la localidad argentina de Tilcara.

El asno fue un animal consagrado a Príapo y que se le ofrecía en sacrificio desde que este dios mató a uno en la expedición de Baco a las Indias por haber tenido la audacia de disputarle el premio de la fuerza. Fue admitido en los misterios de Vesta en recompensa por haber descubierto a esta diosa con sus rebuznos la violencia que intentaba hacerle Príapo mientras dormía.
Los egipcios consideraban en el asno un símbolo de Tifón y trazaban su figura sobre las tortas que ofrecían a este dios del mal. El asno era muy mal tratado en Coptos. Los habitantes de Busiris, de Abidos y Licópolis tocaban la trompeta imitando el rebuzno del asno. Entre los egipcios se representaba a la ignorancia con una cabeza de este animal. Cuando querían designar una obra de poca duración, figuraban un asno a gran galope a causa de que cuando galopa, no es más que por un instante, volviendo a tomar muy pronto su paso natural.
Los romanos conservaron mucha parte de esta aversión contra el asno y encontrarse con uno se consideraba como mal presagio. Se ha conservado una fábula singular donde el asno hace un papel de bastante importancia. Luego de que Júpiter hubo tomado posesión del imperio del mundo y los mortales concurrieron en tropel a ofrecer incienso en sus altares, movido el dios de su piedad les prometió atender al deseo que ellos formasen. Los hombres pidieron el don de una eterna juventud sin pasar jamás al triste estado de la vejez. Júpiter encargó al asno llevar este don inestimable, pero sintiéndose fatigado se acercó a una fuente para refrescarse. La serpiente que la guardaba dio a entender al asno que para beber, era necesario que le cediese antes el tesoro que llevaba. El estúpido animal no tuvo dificultad en cambiar por algunos sorbos de agua un licor más precioso que el néctar. Desde entonces tienen las serpientes el privilegio de cambiar de piel y de volver a tomar toda la frescura y vigor de la juventud, al tiempo que los mortales están sujetos como antes a la vejez y la muerte.

## Aprovechamiento económico

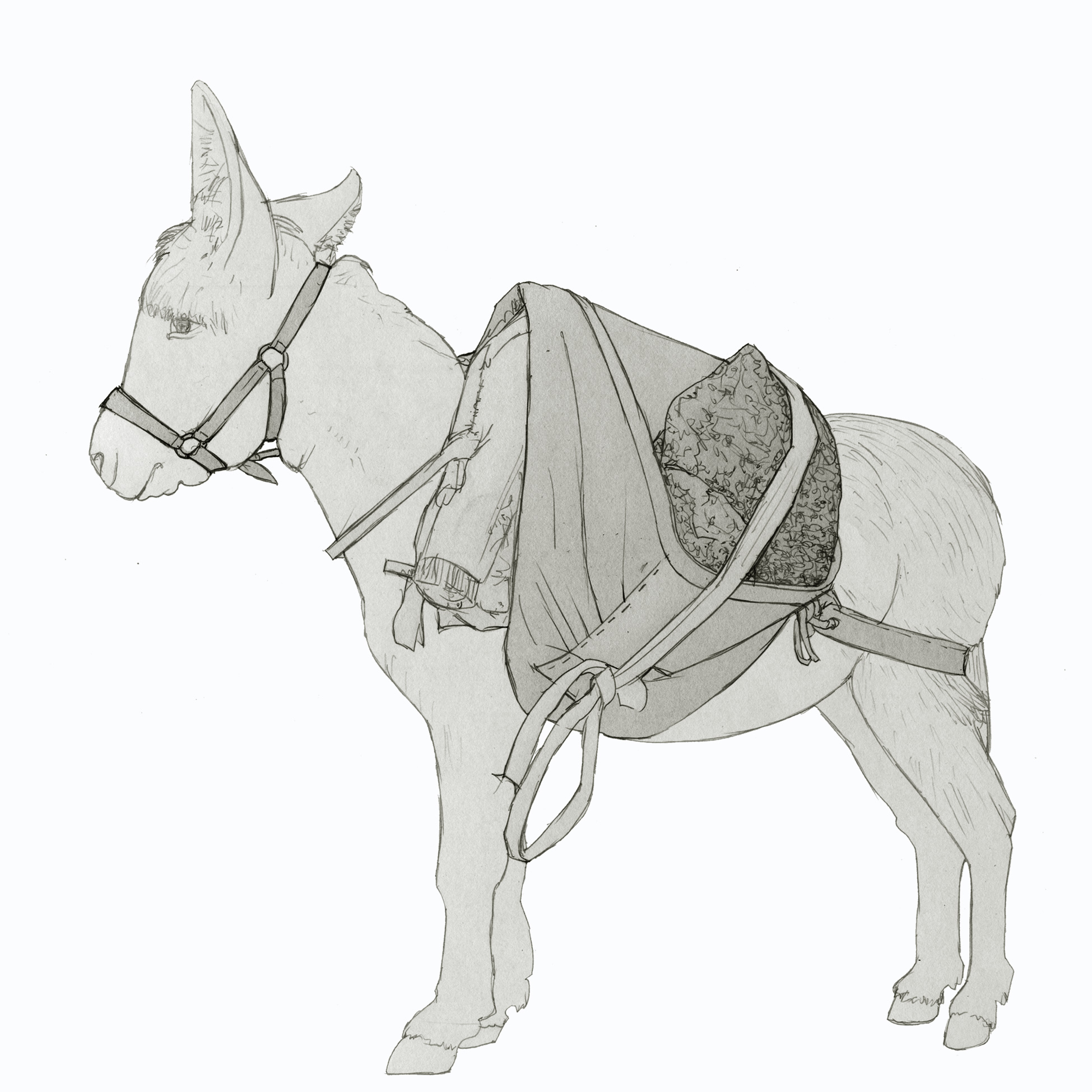
Burro con serón transportado rocas de yeso.

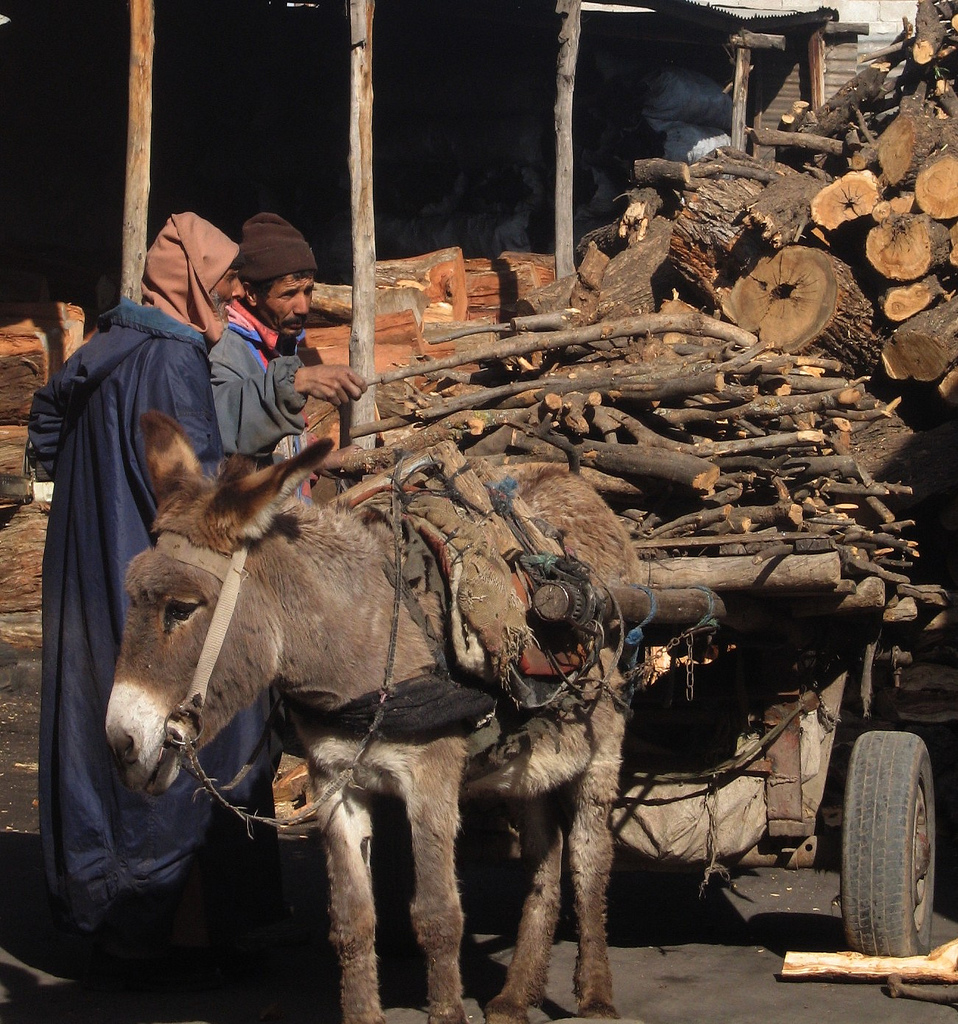
Burro usado como animal de tiro, Marruecos.

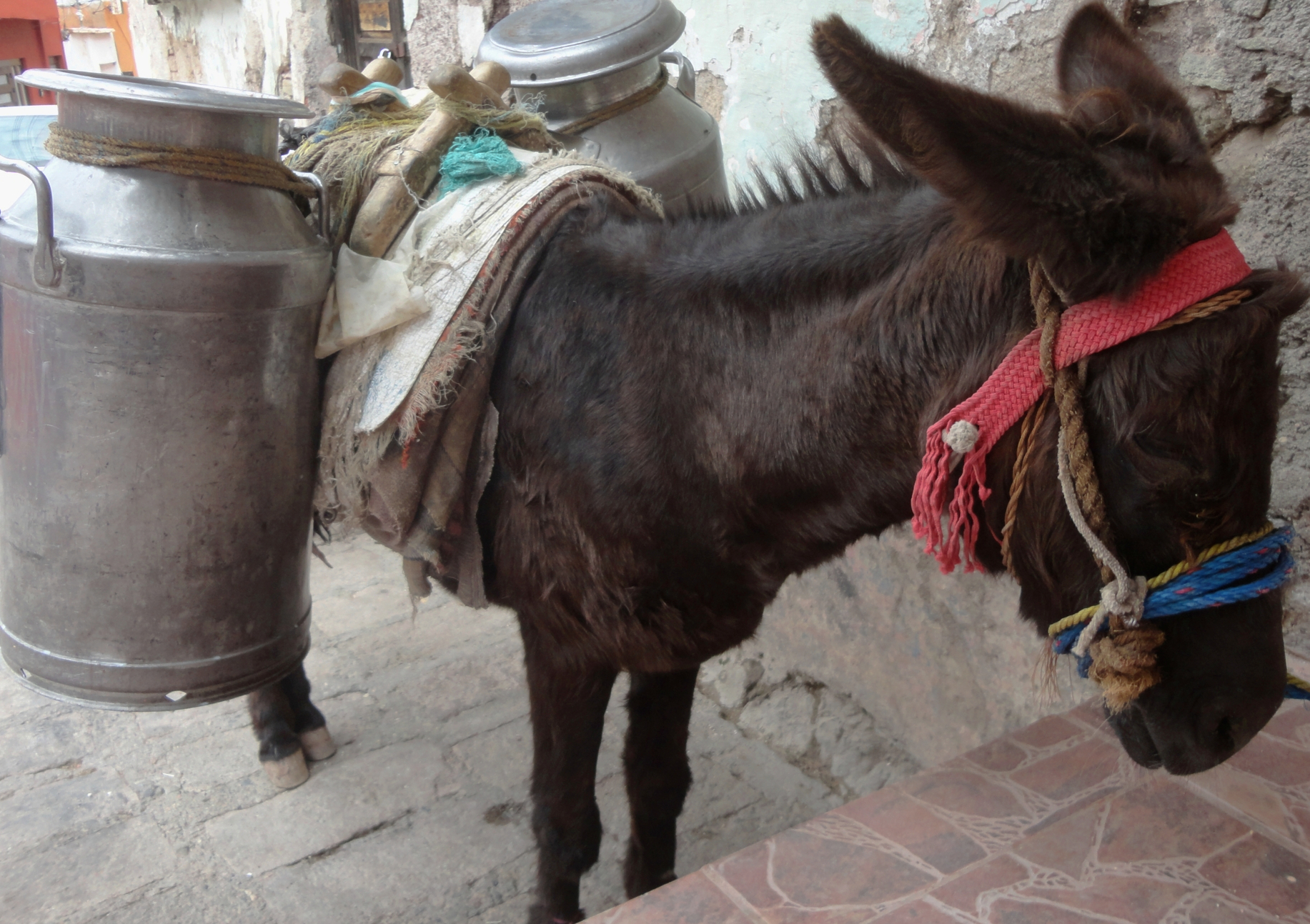
Burro usado como animal de carga, México.

Según relación de Galeno, Mecenas fue el primero que puso en uso la carne de este animal entre los romanos. Los persas han comido esta carne prefiriéndola a la de la gacela, gusto que era también el de sus antepasados. Oleario dice que en un gran festín dado en 1656 por Cha-Abbas a los embajadores, se mataron treinta y dos asnos salvajes, que su carne era exquisita y ordinariamente se reservaba para la mesa del monarca; y añade también que el rey de Persia se complacía en esta caza y que enviaba los asnos que había muerto a Isfahán a la cocina de su corte. Hipócrates y Galeno miraban esta carne como indigesta y aun peligrosa, lo que no impidió que Plinio y otros preconizasen su eficacia contra la tisis, las enfermedades cutáneas, etc.; al menos parece que es dura e insípida. Con todo, ha servido con frecuencia en tiempo de carestía y también se dice que algunas veces ha sustituido a la de ternera en ciertas localidades de Francia; por último, fue la base de los salchichones de Bolonia, buscados por los golosos; la del borriquillo, sobre todo salvaje, se asegura que es mucho mejor.
Antiguamente se usaban en terapéutica la sangre, la hiel, la grasa, el bazo, los riñones, los testículos, los pelos, los cascos y hasta la orina y los excrementos de asno contra un sinnúmero de enfermedades, tales como las calenturas, la ictericia, la parálisis y la epilepsia. En cuanto a las Tablillas de hokiak, que los chinos llaman Ngo-kiaeo o Hoki-hao, que preparan según se dice, con la piel de asno, no son otra cosa que gelatina muy aromatizada. Con esta piel se hacen tambores. El ejercicio del asno o aselación ofrece, con un poco menos de actividad, las mismas ventajas que la equitación.
Desde comienzos de la historia, los burros han sido utilizados en Europa, Asia y África para transportar cargas, tirar de carros y trasladar personas. A pesar de no ser tan rápidos y fuertes como los caballos, su mantenimiento es menos costoso, tienen una gran resistencia y una larga vida, y son más ágiles en terrenos abruptos e irregulares que los caballos. Continúan siendo de crucial importancia económica en muchos países en vías de desarrollo.
Los burros tienen una larga reputación por su terquedad, pero esto se debe a la mala interpretación de algunas personas de su instinto de conservación altamente desarrollado. Es difícil forzar a un burro a hacer algo que contradiga sus propios intereses. Son animales inteligentes, cautelosos, amistosos, juguetones e interesados en aprender. Una vez que se haya ganado su confianza pueden ser buenos compañeros en trabajo y recreación; por esta razón ahora son comúnmente conservados como mascotas en algunos países, en donde su uso como animales de carga ha desaparecido. También son populares por pasear niños en algunos lugares turísticos y de recreo.
En países prósperos el bienestar de los burros, tanto en su casa como en el exterior, se ha vuelto recientemente una preocupación y se han instalado algunos refugios para burros veteranos.
Otra aplicación recuperada del asno es su uso como animal vigía frente a lobos y cimarrones. El burro, capaz de detectar la presencia de depredadores con mayor facilidad que el ganado, alerta con rebuznos de su presencia sirviendo de aviso tanto a ganaderos como a los propios animales con los que convive; tal es el caso de las vacas, las cuales protegerán mejor a sus terneros.
Los burros también son criados para consumir su carne, que forma parte de la gastronomía de algunas regiones de España y países como China.

## Situación actual

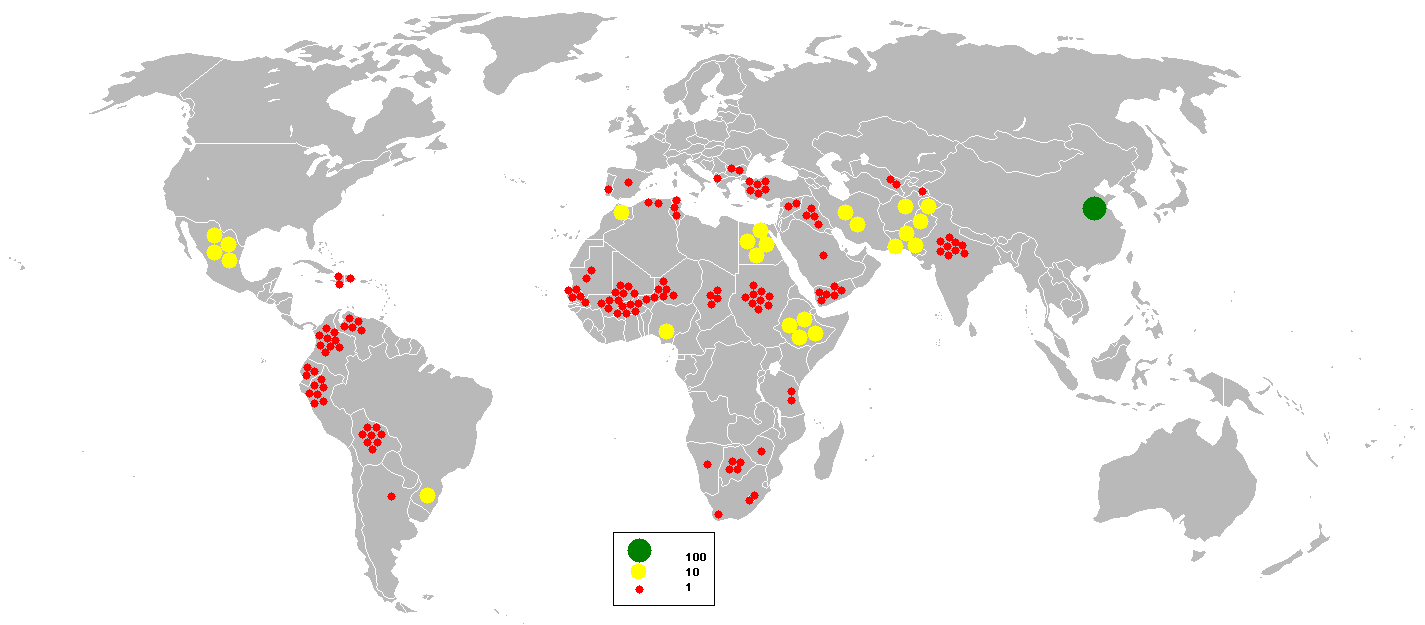
Población mundial del burro doméstico en 2003, expresada como porcentaje de su mayor población nacional (China, con 8 499 000 ejemplares).

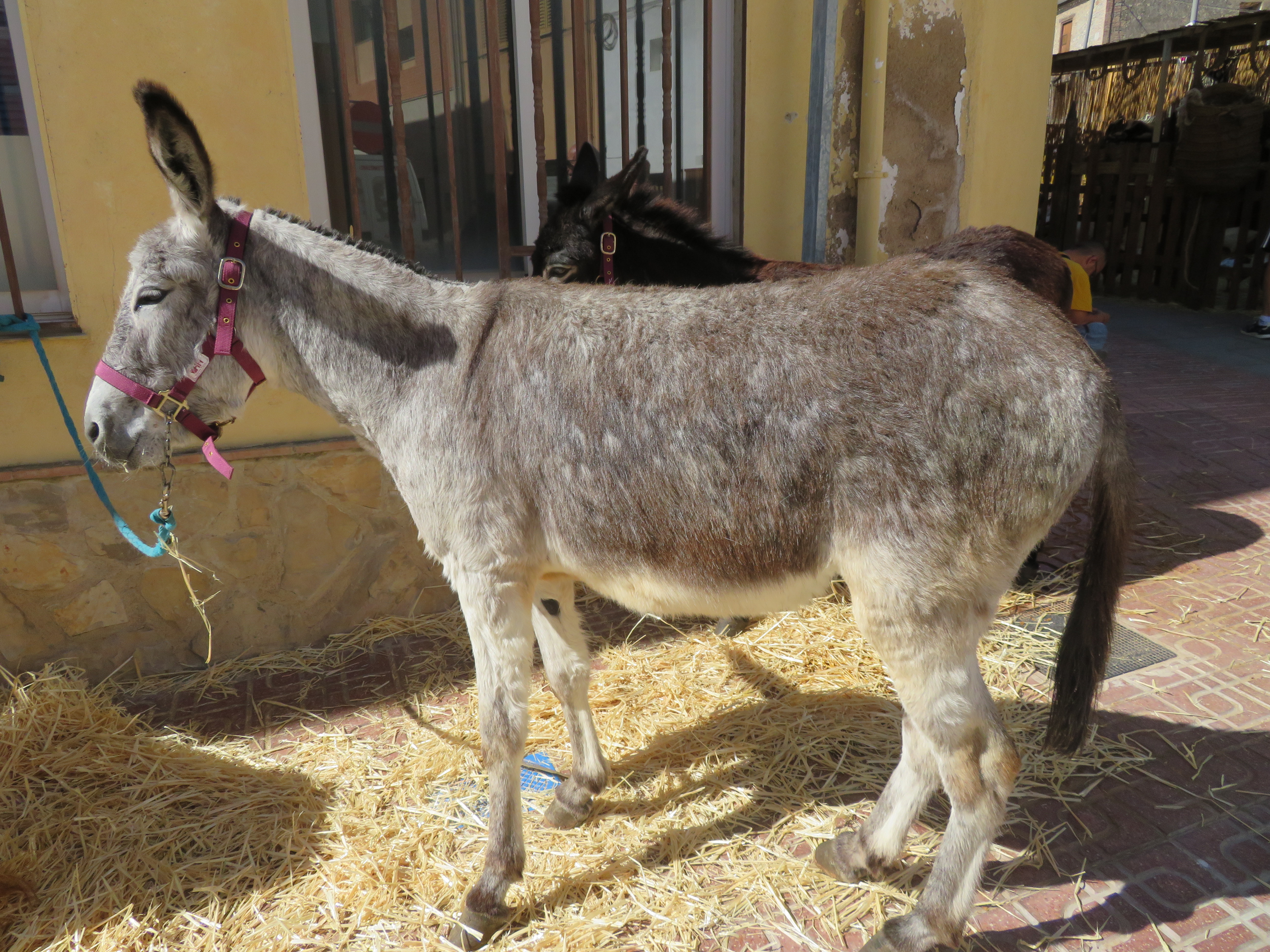
Burro majorero, raza española

Actualmente hay unos 44 000 000 (cuarenta y cuatro millones) de burros. La población de estos animales ha crecido desde mediados del siglo XX: de 1961 a 1980 pasó de 37 000 000 (treinta y siete millones) a 40 000 000 (cuarenta millones), manteniéndose estable hasta un rápido crecimiento en la segunda mitad de la década de los 80.
En África la población de esta especie creció de 8 500 000 a 13 700 000 entre 1949 y 1997. Actualmente, hay 5 000 000 (cinco millones) de asnos en Etiopía, 1 690 000 (un millón seiscientos noventa mil) en Egipto, 1 000 000 (un millón) en Nigeria, 678 000 en Sudán, 611 000 en Malí, 455 000 en Burkina Faso, 450 000 en Níger y 300 000 en Kenia.
En América Latina hay 7 700 000 (siete millones setecientas mil) cabezas actualmente, principalmente en México (3 250 000), Colombia (710 000), Bolivia (720 000), Perú (520 000) y Venezuela (440 000).
En Asia hay más de 20 000 000 (veinte millones) de burros, de los cuales, hay unos 11 000 000 (once millones) en China; el resto está, en su mayoría, en Pakistán (3 900 000) e India (1 600 000).
Hay países donde la población se ha reducido en gran medida hasta 1996, por diversas causas, como la modernización de los medios de transporte; ejemplos son Irán (que pasó de 2 160 000 a 1 400 000 desde 1976), Irak (que pasó en tres décadas de 530 000 a 145 000), Turquía (que decreció de 1 970 000 en 1966 a 800 000), Yemen (790 000 en 1976 a 500 000), Marruecos (1 200 000 en 1976 a 880 000), Sudáfrica (de 310 000 a 100 000 cabezas en solo 10 años) y Brasil (de 1 460 000 a 1 370 000 desde 1976). Otra razón de esta reducción son hambrunas, sequías, malas condiciones de vida y guerras civiles como la de Afganistán, que pasó de 1 325 000 cabezas en la década de 1980 a 1 160 000 actualmente.
Pero la reducción más drástica se ha dado en Europa. Los burros pasaron de dos millones de cabezas a medio millón en tres décadas. Las varias razas autóctonas españolas se encuentran en peligro de extinción, en especial la raza zamorano-leonesa y la catalana. Esto ha propiciado la aparición de iniciativas para su defensa, llegando incluso a usarlo para fines dedicados, en principio, a caballos. También se ha empezado a desarrollar la burroterapia para niños discapacitados.

## El asno en la literatura y en la cultura popular

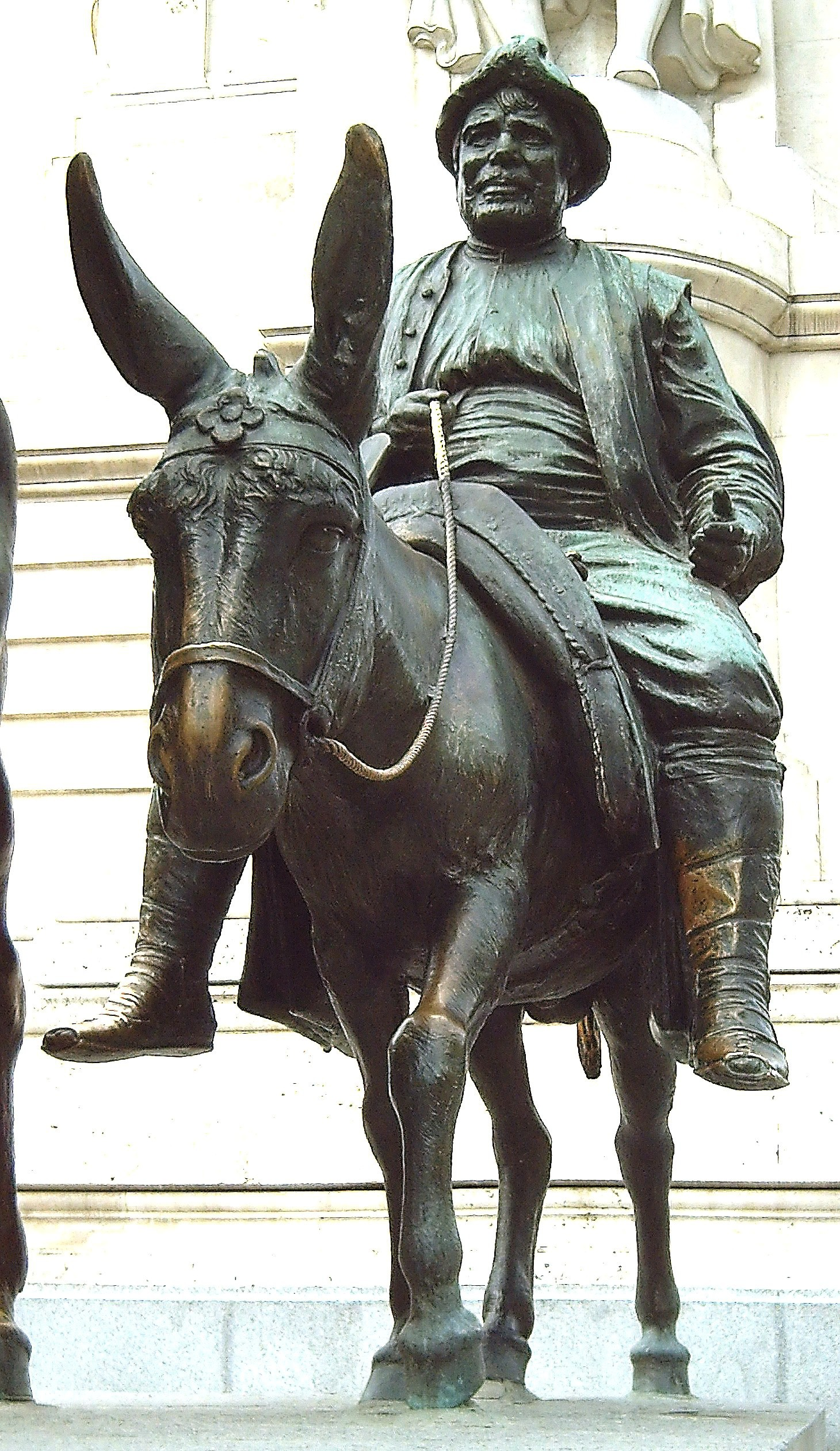
Estatua de Sancho Panza y su rucio en Madrid.

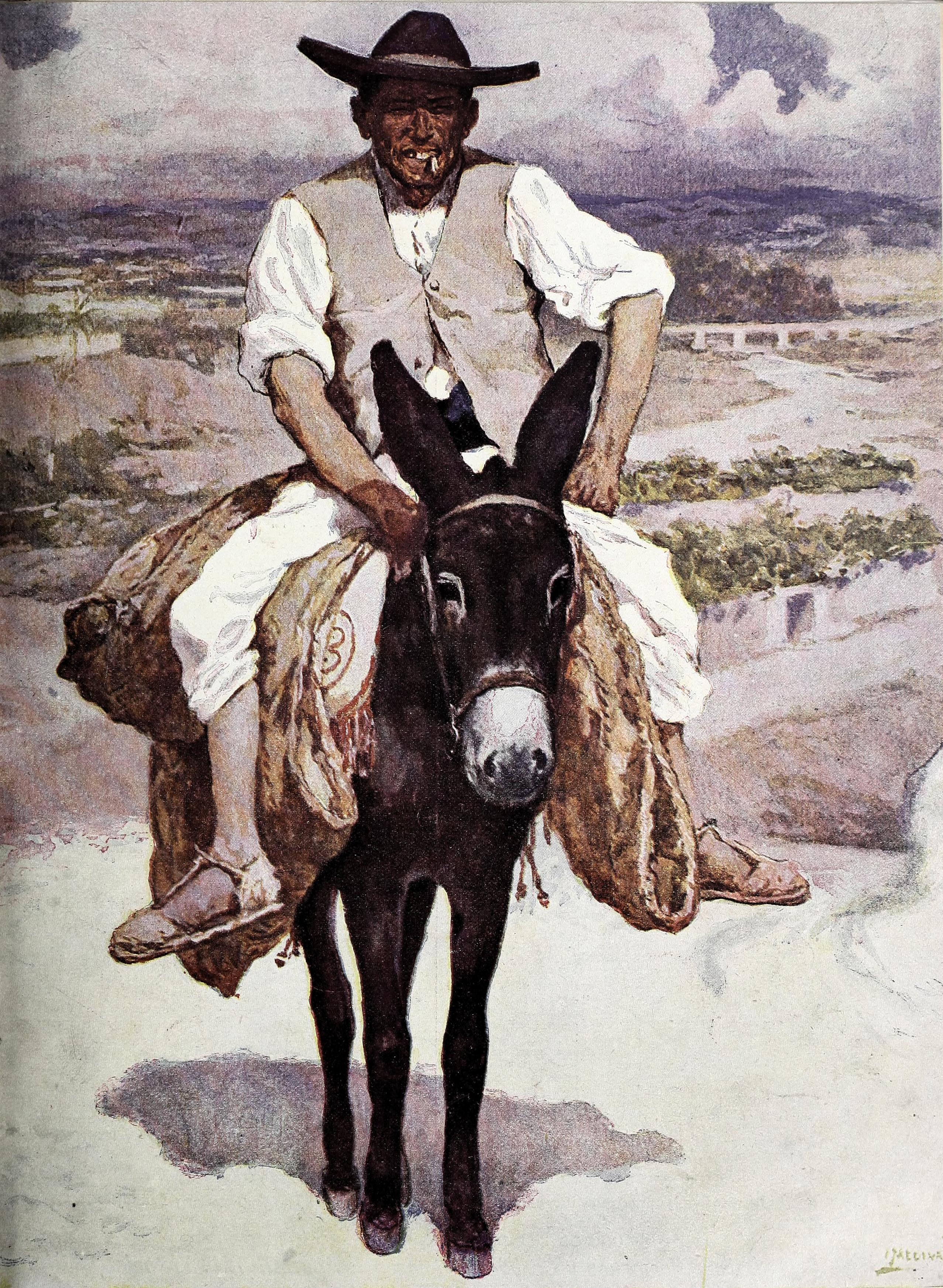
«Murcia. Del mercado». Por Medina Vera (Blanco y Negro, 1907).

La larga historia del uso de burros por los humanos significa que hay multitud de referencias culturales a este.
- En las fábulas de Esopo la figura del burro representa el papel de los humildes en diversas situaciones: algunas veces se cree importante y los poderosos le ponen en su lugar como en el asno y el león o el asno y la imagen, aunque también el humilde asno da alguna lección a los poderosos y los arrogantes como en el asno y el lobo o en el caballo y el asno. Además representa al compañero confiado que es traicionado por un amigo malintencionado como en el burro y la cabra o la zorra y el burro.
- Los romanos tomaban el encuentro con un asno como presagio de calamidades.
- En el cuento Los músicos de Bremen es el burro quien comienza el grupo de músicos.
- El asno de oro o Asinus aureus es una ingeniosa novela escrita por el autor latino Lucio Apuleyo donde se encuentra el célebre episodio de Psiquis.
- En el folclore europeo encontramos referencias al poder curativo de la cola de burro en casos de tos ferina y picaduras de escorpión.
- El burro ha sido por mucho tiempo símbolo de ignorancia. Un ejemplo se pueden encontrar en Sueño de una noche de verano de Shakespeare y en la fábula de el burro flautista de Iriarte. Pinocho es otro ejemplo claro, en donde los niños que visitaban la "isla de los juegos" se convertían en asnos por dejar los estudios por la diversión y la holganza. Por este motivo se le da el calificativo peyorativo de burro o asno a una persona ignorante o de poca inteligencia. Ello también ha llevado a que en los colegios durante mucho tiempo se usara un accesorio en forma de las orejas de este animal (las llamadas «orejas de burro») como castigo hacia los malos estudiantes; si bien esto se ha ido erradicando por ser motivo de humillación, burla y discriminación.
- El burro protagoniza o aparece como fiel compañero del protagonista en muchas obras literarias:
  - En la obra maestra de literatura española El ingenioso hidalgo don Quijote de La Mancha, Sancho Panza designa a su burro como «el Rucio» o «mi Rucio», en una referencia elegante a la textura de su piel.[19]
  - Es famoso el burro Platero, de la obra de Juan Ramón Jiménez Platero y yo.
  - En su poema The Donkey (en español: El burro) G. K. Chesterton describe la opinión de la gente sobre este animal desde la óptica del propio burro.[20]
  - En el Libro de 1945 Rebelión en la granja de George Orwell, el burro Benjamín representa a la clase intelectual, consciente de la manipulación del cerdo Napoleón, pero que no se hace partícipe de la crítica, manifestando que los burros viven muchos años.
  - Aparece en la novela  de 1953  Brighty of the Grand Canyon (Lucero del Gran Cañón) de Marguerite Henry.[21]
- Aparece repetidas veces en la iconografía cristiana.

Ya desde el nacimiento en Belén donde Jesús de Nazaret recién nacido está escoltado por un asno y por un buey acorde a lo dicho por antiguas profecías.
Durante la Celebración del Domingo de Ramos, se rememora la llegada a Jerusalén de Jesús de Nazaret montado sobre de un burro y recibido por la multitud con hojas de palma, cuyas estatuas procesionales son conocidas popularmente en Andalucía como la borriquita. La huida a Egipto también se representa a lomos de un burro y los asnos aparecen mencionados muchas veces en la Biblia hebrea. La creencia de que una quijada de este animal fue el arma homicida de Abel es, sin embargo, falsa. El Génesis no aclara el medio utilizado por Caín para dar muerte a su hermano. Probablemente se deba a una confusión con el pasaje bíblico donde Sansón acaba con un ejército filisteo armado con una quijada de ese animal.
- El asno es el animal que simboliza al Partido Demócrata de los Estados Unidos (frente al elefante del Partido Republicano).
- Ya en el cine y en la televisión, hay ejemplos de personajes populares que son asnos: Igor, de Winnie the Pooh, Pequeño, del corto The Small One, Donkey, de la franquicia Shrek, y Bo de The Star,.

## Híbridos

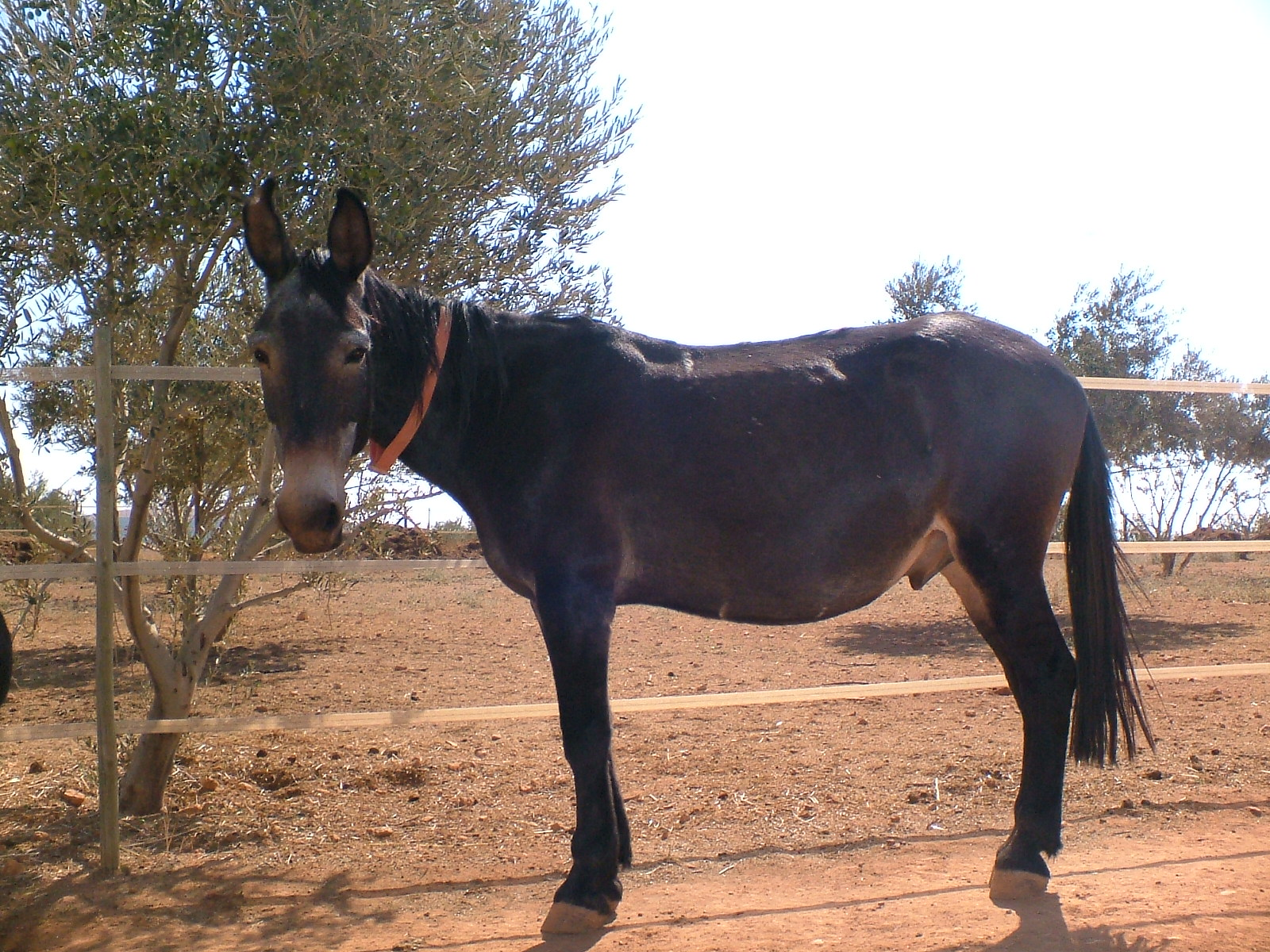
Mulo, híbrido entre burro y yegua.

Un burro puede fecundar una yegua; su descendiente se llama mula o mulo. Un caballo puede ser cruzado con una burra, en este caso el descendiente se denomina burdégano. Ambos híbridos son casi siempre estériles porque los burros tienen sesenta y dos cromosomas mientras que los caballos tienen sesenta y cuatro, por lo que los descendientes tienen un número impar, sesenta y tres, lo que dificulta la formación de gametos funcionales.

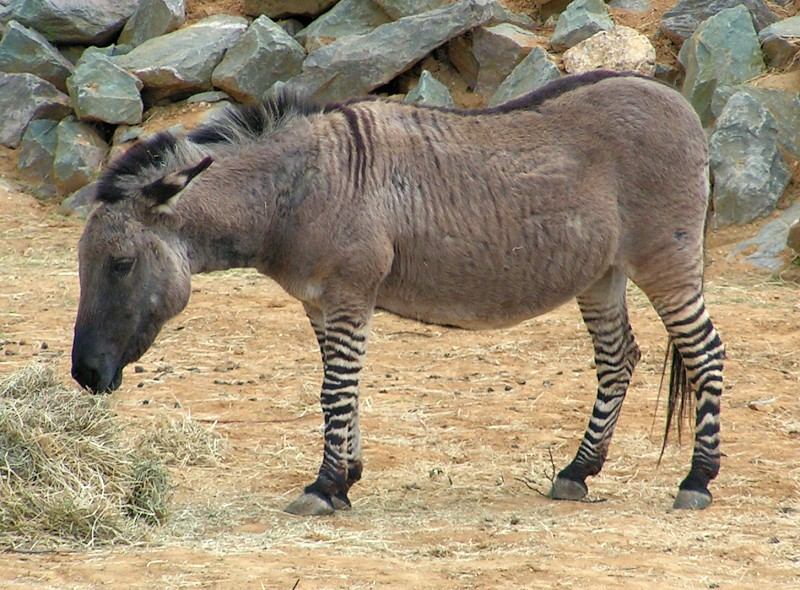
Cebrasno: híbrido entre burro y cebra, en el zoológico de Colchester, Inglaterra.

Históricamente se ha preferido criar más mulos que burdéganos, porque al ser las yeguas de mayor tamaño que las burras sus hijos son mayores y más fuertes.
Los mulos son fuertes y resistentes, por lo que desde la antigüedad el ser humano los ha considerado especialmente útiles a la hora de llevar cargas pesadas a largas distancias y en terrenos montañosos. A esta característica, que hace a los descendientes cruzados más resistentes que sus progenitores, se la denomina vigor híbrido.
También se han conseguido híbridos de asnos domésticos y varias especies de cebras, conocidos como ceburros o cebrasnos.

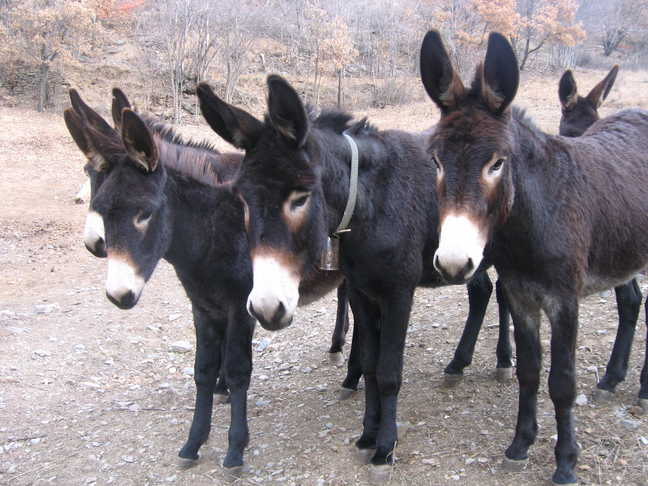
Burros de raza catalana.